# Lancia Lambda
El Lancia Lambda es un automóvil de turismo fabricado por la marca italiana Lancia entre 1923 y 1931. Fue un modelo revolucionario que introdujo dos innovaciones importantes, que hoy en día se utiliza en la mayoría de los automóviles modernos. Lambda fue el primer automóvil con carrocería autoportante, y también fue el primero con suspensión independiente en el eje delantero.
En el Salón del automóvil de París y Londres de 1922, se presentaría oficialmente al público el modelo Lancia Lambda, cuya producción en serie comenzaría en 1923 paralelamente a la del Lancia Trikappa. Del Lambda se fabricaría 9 series durante 8 años hasta 1931 y se comercializarían cerca de 13.000 unidades.
Si bien las ventas del modelo Lambda fueron relativamente buenas, este no era capaz de satisfacer los gustos de la clientela más exigente (sobre todo fuera de Italia), quienes reclamaban una automóvil de mayor cilindrada y prestigio; así, Lancia presentó en el salón de París de 1929 una versión deportiva del Lambda, el modelo Dilambda. 

## Galería

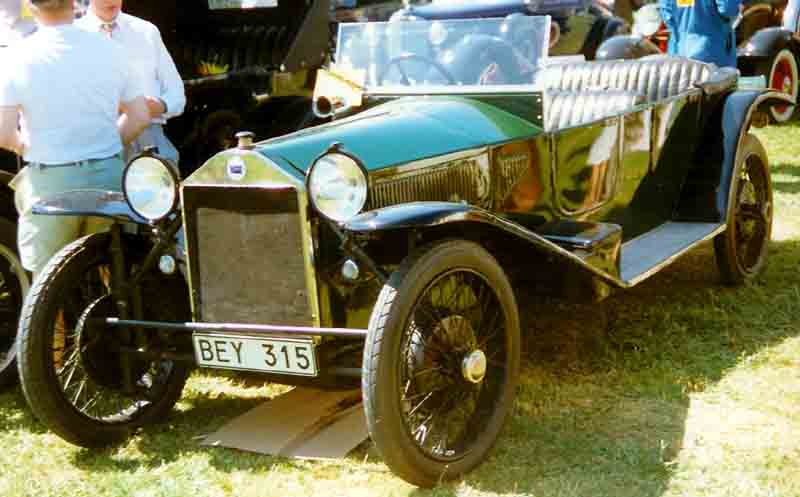
Lancia Lambda 1923..
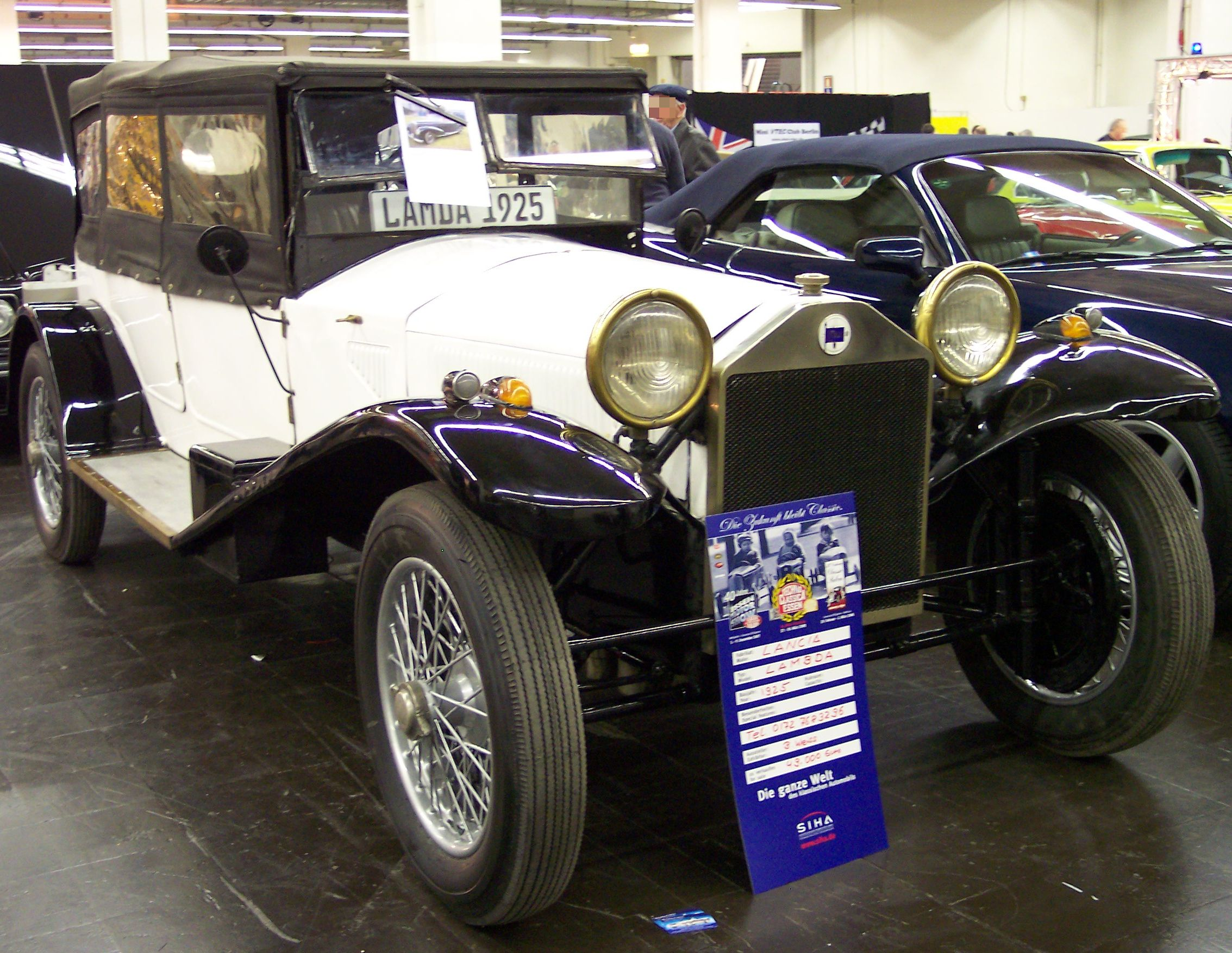
Lancia Lambda 1925..
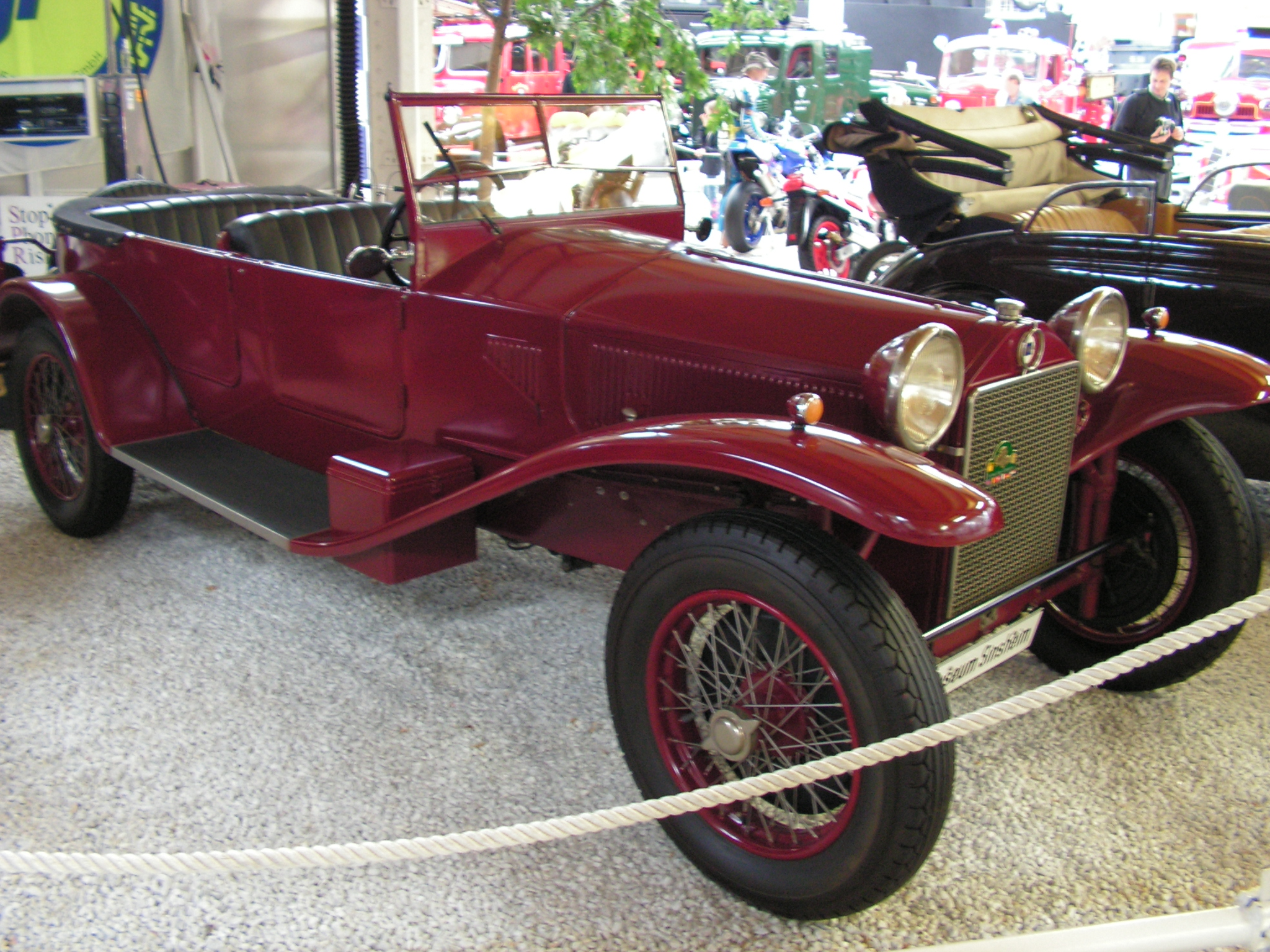
Lancia Lambda 1926..